# Anumeta asiatica
Anumeta asiatica är en fjärilsart som beskrevs av Edward P. Wiltshire 1962. Anumeta asiatica ingår i släktet Anumeta och familjen nattflyn. Inga underarter finns listade i Catalogue of Life.